# Epirrhoe limbosignata
Epirrhoe limbosignata là một loài bướm đêm trong họ Geometridae.